# Rolladen Schneider LS9

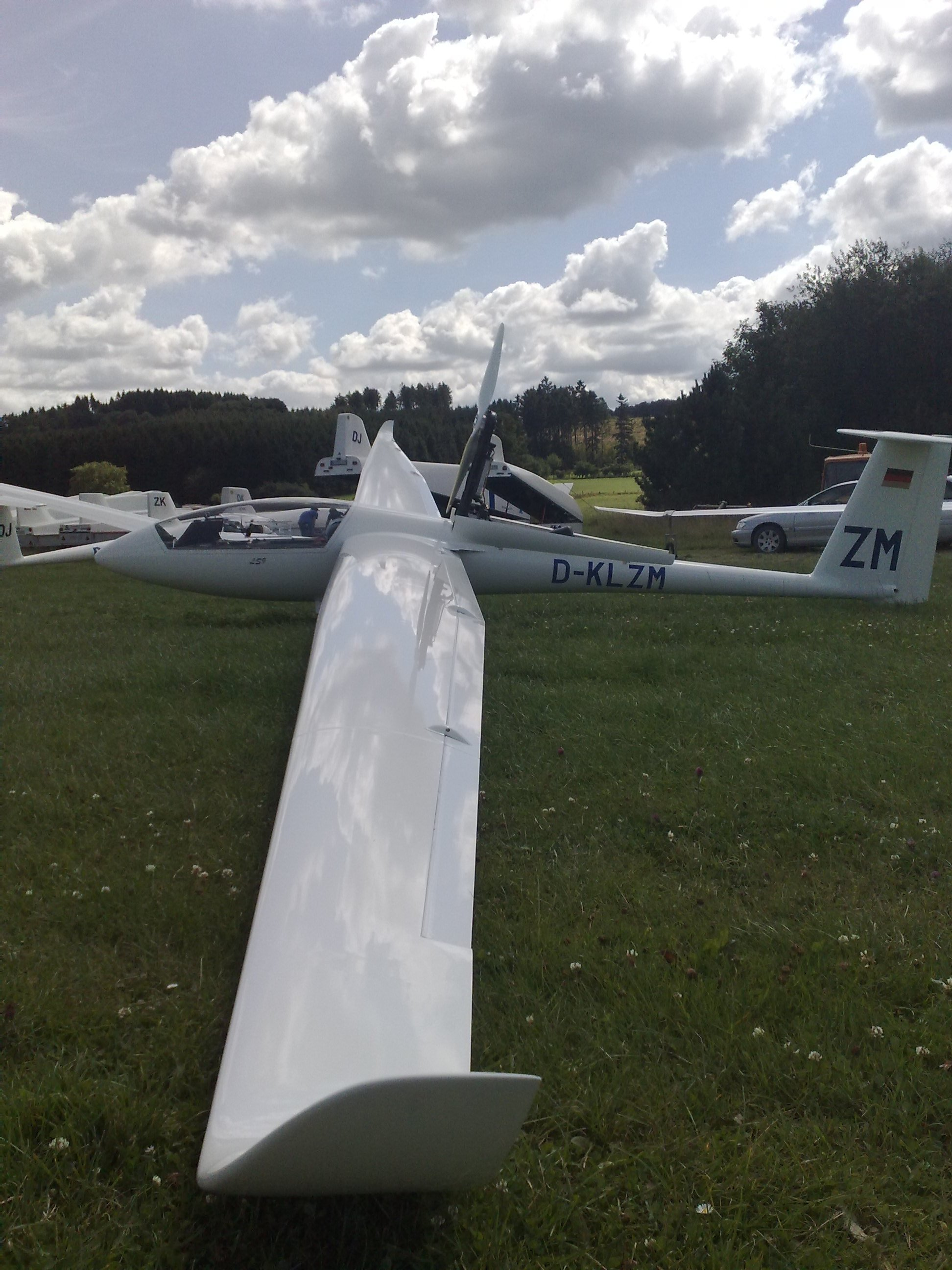
LS9 mit ausgeklapptem Propeller

Die Rolladen Schneider LS9 ist ein einsitziges, eigenstartfähiges Segelflugzeug des deutschen Herstellers Rolladen Schneider. Sie verfügt über einen ausklappbaren Propeller. Der Motor ist wassergekühlt und im Rumpf eingebaut (System Walter Binder).
Die Flugleistungen im Segelflug entsprechen in etwa denen der LS6c/18.
Rolladen Schneider hat besonderen Wert darauf gelegt, das komplexe System aus Segelflugzeug und Motoranlage so einfach wie möglich zu gestalten. So wurde die Arbeitsbelastung des Piloten minimiert.
Die LS9 besitzt serienmäßig eine elektro-pneumatische Überziehwarnung sowie ein in die Seitenflosse integriertes Spornrad.
Von der LS9 wurden zehn Exemplare gebaut.

## Technische Daten
| Kenngröße                     | Daten       |
| ----------------------------- | ----------- |
| Besatzung                     | 1           |
| Länge                         | 6,83 m      |
| Spannweite                    | 18 m        |
| Rumpfhöhe                     | 0,83 m      |
| Rumpfbreite                   | 0,64 m      |
| Flügelfläche                  | 11,4 m²     |
| Flügelstreckung               | 29,13       |
| Gleitzahl                     | 50          |
| Leermasse                     | 375 kg      |
| max. Startmasse               | 515 kg      |
| Flächenbelastung              | 38–45 kg/m² |
| bestes Steigen mit Motorkraft | 4 m/s       |